# Peter Stetina
Peter Stetina (Boulder, Colorado, 8 d'agost del 1987) és un ciclista estatunidenc que és professional des del 2006. Actualment pertany a l'equip estatunidenc Trek-Segafredo. Al Giro d'Italia de 2011 va quedar tercer en la classificació per joves.

## Palmarès
- 2008
  -  Campió dels Estats Units sub-23 en contrarellotge
- 2009
  -  Campió dels Estats Units sub-23 en contrarellotge
- 2010
  - 1r al Mount Evans Hill Climb
- 2017
  - Vencedor d'una etapa al Cascade Cycling Classic

### Resultats al Giro d'Itàlia
- 2011. 22è de la classificació general
- 2012. 27è de la classificació general
- 2013. 52è de la classificació general
- 2017. 46è de la classificació general

### Resultats al Tour de França
- 2014. 35è de la classificació general
- 2016. 46è de la classificació general

### Resultats a la Volta a Espanya
- 2017. 31è de la classificació general
- 2019. 28è de la classificació general